# 위관 (전한)
위관(衛綰, ? ~ 기원전 131년)은 전한 중기의 관료로, 대국 대릉현(大陵縣) 사람이다. 문제 · 경제를 섬겨 중랑장 · 태자태부 · 어사대부 · 승상 등을 역임했다.

## 생애
수레를 가지고 부리는 기예로 낭(郞)이 돼 문제를 섬겼고, 공이 있어 중랑장으로 승진했다. 근신하여 문제의 신뢰를 받았다. 황태자(후의 경제)가 문제의 좌우 사람들을 불러 연회를 열자 칭탈하고 가지 않았다. 문제는 죽으면서 태자에게 위관을 잘 대우하도록 부탁했다.
낭관 중에 죄를 지은 사람이 있으면 그 죄를 가려주고, 다른 중랑장들과 공을 다투지 않고 항상 양보했다. 경제가 이를 보고 충성스럽고 다른 마음이 없다고 여겨 하간나라(당시 하간왕은 하간헌왕)의 태부로 삼았다. 경제 3년(기원전 154년) 오초칠국의 난이 일어나자 조서를 받아 장수가 돼 하간나라의 병을 거느리고 오나라·초나라와 싸워 공을 세웠고, 중위가 됐다. 경제 6년(기원전 151년)에 군공으로 건릉후에 봉해졌다.
경제 7년(기원전 150년), 경제가 율태자를 폐하고 외척 율경(栗卿) 일족을 주살하려는데, 성품이 어진 위관이 이를 차마 보지 못할 것 같아 집으로 돌려보내고 혹리인 제남태수 질도를 중위로 삼아 율씨들을 사로잡게 했다. 일이 끝나고 교동왕 유철을 새 태자로 세우면서 위관은 태자태부가 됐다. 경제 중3년(기원전 147년) 승상으로 승진한 도후 유사를 대신해 어사대부가 됐고, 경제 후원년(기원전 143년) 면직된 유사를 대신해 승상이 됐다. 궁에 들어왔을 때부터 승상이 되고 나서도 새로운 것을 만들거나 있던 것을 폐하거나 한 것이 아무것도 없었으나, 문제는 위관이 돈후해 어린 황제의 재상이 될 만하다고 여기고 총애하며 많은 상을 내렸다.
무제가 황제가 되자, 경제가 병들었을 때 승상으로서 무고한 죄인 맡은 일을 바로 수행하지 못했다 하여 건원 원년(기원전 140년)에 면직됐다. 건릉후로 봉해진 지 21년 만에 죽어 시호를 경(敬) 또는 애(哀)라 하고 아들 위신이 후작을 계승했다.